# Sanopus astrifer
Sanopus astrifer é uma espécie de peixe da família Batrachoididae.
É endémica de Belize, habitando exclusivamente recifes de coral na zona nerítica do Golfo de Honduras.